# Holt Manufacturing Company

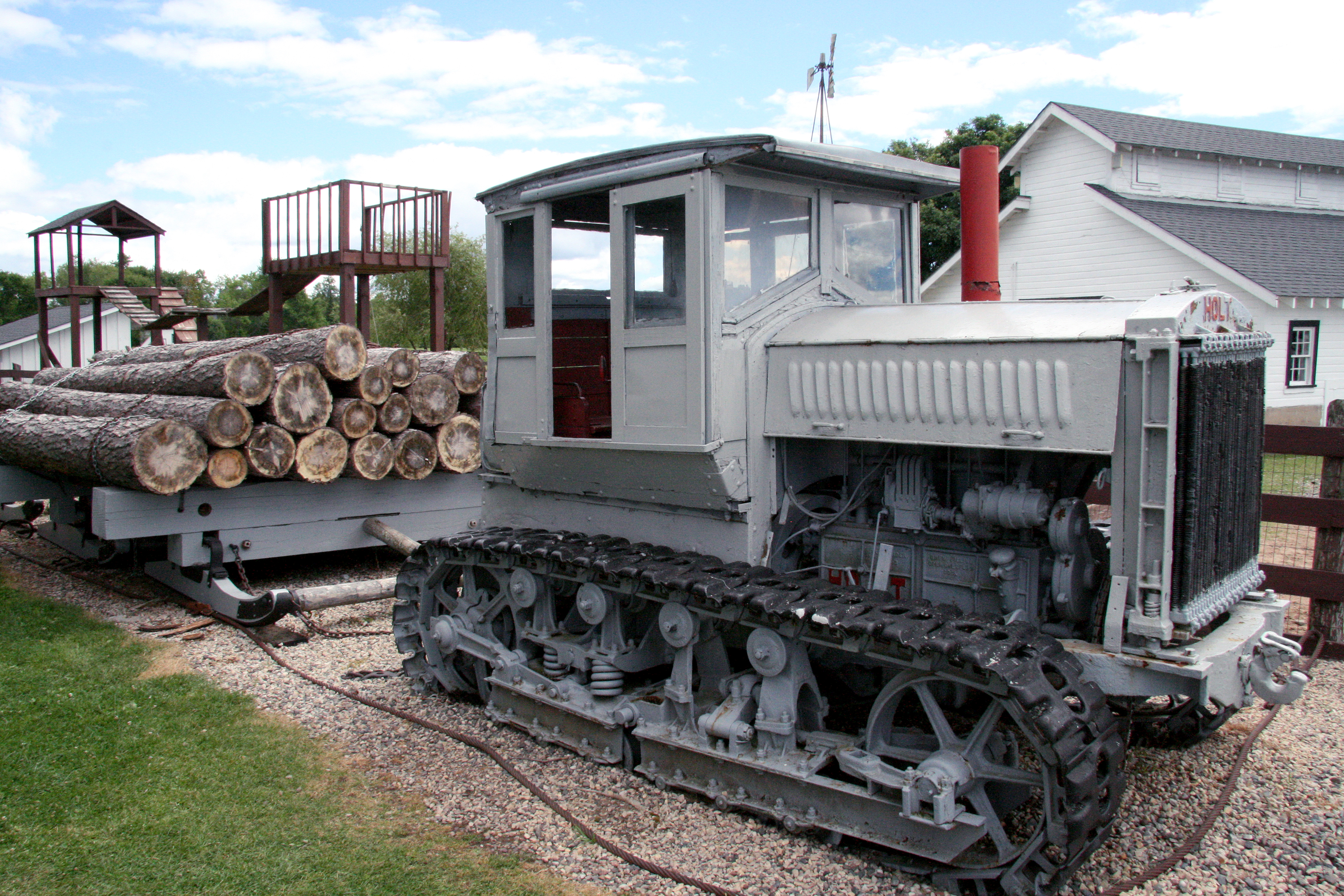
HOLT (przed 1925)

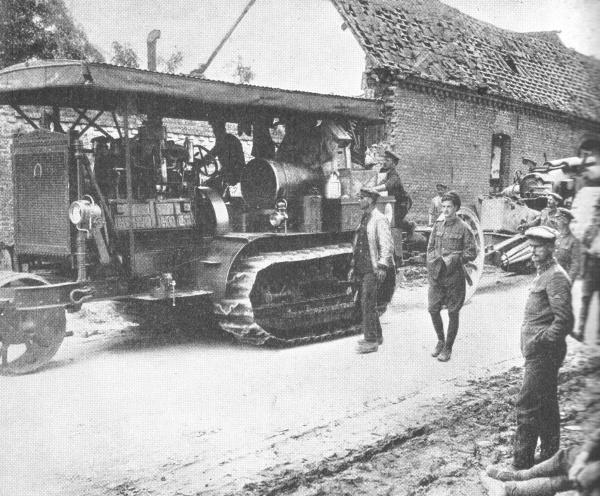
Traktor Holt ciągnący haubicę 8-calową

Holt Manufacturing Company – amerykańska firma produkująca traktory, w 1925 przekształcona w Caterpillar Inc.
W 1906 firma Holt wyprodukowała pierwszy komercyjnie dostępny traktor – ten gąsienicowy pojazd o napędzie parowym kosztował wówczas $5 500 (około $120 000 według współczesnej wartości). Traktory Holta używane były w czasie I wojny światowej do transportu żołnierzy, artylerii i zaopatrzenia.